# Макс Мор
Макс Мор (нім. Max Mohr; 29 грудня 1884, Ноймюнстер — 31 серпня 1966, Гамбург) — німецький військово-повітряний діяч, генерал авіації.

## Біографія
14 березня 1904 року вступив в 5-й гренадерський полк. Закінчив військове училище в Анкламі (1905). З 1905 року служив в 175-му піхотному полку, в 1910-13 роках — ад'ютант батальйону. У травні-серпні 1914 року пройшов підготовку в льотній школі в Гальберштадті. Учасник Першої світової війни, служив в 35-му авіаційному загоні, потім командував 37-м (з 2 березня 1915), 17-м (з 20 грудня 1915), 30-м (з 1 вересня 1916), 265-м (з 26 лютого 1917) авіазагону, одночасно в січні-березні 1917 року виконував обов'язки командувача авіацією 11-ї армії. З 15 серпня 1917 року — командир 13-ї авіагрупи. 8 січня 1919 року інтернований польською владою. У вересні 1919 року звільнений і очолив роту Добровольчого корпусу Герліца, брав участь в боях з поляками. З березня 1920 року служив в піхоті, командир роти. З 1 жовтня 1923 року — радник з авіації в штабі 5-го військового округу. 30 листопада 1929 року офіційно звільнений у відставку і призначений начальником Дослідницького інституту експериментальних озброєнь, який насправді був службою з підготовки кадрів для заборонених Версальським миром німецьких ВПС. 1 березня 1932 року зарахований в армію і направлений на службу в штаб 16-го піхотного полку. 1 квітня 1934 року переведений в люфтваффе і призначений начальником оперативного відділу штабу 5-го авіаційного округу. З 15 липня 1935 року служив в різних льотних школах. 15 березня 1936 року очолив 9-ту авіаційну область (зі штаб-квартирою в Ганновері). З 1 жовтня 1936 року — офіцер для особливих доручень при головнокомандувачі люфтваффе. 1 квітня 1937 року призначений начальником 3-ї авіаційної області (зі штаб-квартирою в Гамбурзі), яка 12 жовтня 1937 року була перейменована в 10-ту. З 1 липня 1938 року — начальник 11-ї авіаційної області (зі штаб-квартирою в Ганновері), з 1 лютого 1939 року — 1-ї авіаційної області (Кенігсберг). 1 травня 1939 року призначений офіцером для особливих доручень при головнокомандувачі люфтваффе, а 1 жовтня 1939 року призначений суддею Імперського військового суду. 2 серпня 1940 року очолив контрольну інспекцію люфтваффе в Буржі. З 1 липня 1943 року — повноважний представник командування 3-го повітряного флоту. 22 січня 1944 року зарахований в резерв, а 31 травня звільнений у відставку.

## Звання
- Фанен-юнкер (14 березня 1904)
- Фанен-юнкер-єфрейтор (1 червня 1904)
- Фанен-юнкер-унтерофіцер (1 вересня 1904)
- Фенріх (18 жовтня 1904)
- Лейтенант (18 серпня 1905)
- Оберлейтенант (17 лютого 1913)
- Гауптман (24 грудня 1914)
- Майор (1 лютого 1927)
- Оберстлейтенант (1 березня 1932)
- Оберст (1 жовтня 1933)
- Генерал-майор запасу (1 квітня 1936)
- Генерал-майор (1 січня 1938)
- Генерал-лейтенант (1 жовтня 1939)
- Генерал авіації (1 квітня 1941)

## Нагороди
- Нагрудний знак військового пілота (Пруссія)
- Залізний хрест 2-го і 1-го класу
- Хрест «За військові заслуги» (Австро-Угорщина) 3-го класу з військовою відзнакою
- Орден «За хоробрість» 4-го ступеня, 2-й класу (Третє Болгарське царство)
- Галліполійська зірка (Османська імперія)
- Королівський орден дому Гогенцоллернів, лицарський хрест з мечами
- Пам'ятний знак пілота (Пруссія)
- Сілезький Орел 2-го ступеня
- Почесний хрест ветерана війни з мечами
- Комбінований Знак Пілот-Спостерігач
- Медаль «За вислугу років у Вермахті» 4-го, 3-го, 2-го і 1-го класу (25 років)
- Пам'ятна військова медаль (Австрія) з мечами
- Медаль «У пам'ять 1 жовтня 1938»
- Хрест Воєнних заслуг 2-го і 1-го класу з мечами